# Britt Tunander
Inga-Britt Tunander, född Esbjörnsson 30 oktober 1921 i Dresden i Tyskland, död 14 januari 2018 i Oscars distrikt i Stockholm, var en svensk författare och journalist.

## Biografi
Tunander, som växte upp i Lund, avlade 1952 filosofie kandidatexamen vid Stockholms högskola. Hon var 1945–1947 anställd vid Albert Bonniers förlag AB, 1947–1948 vid Konstfrämjandet och 1952–1955 vid Tekniska museet.  Tunander utgav en mängd böcker, främst om antikviteter och lokalhistoria. Från 1957 var hon litteraturkritiker i Dagens Nyheter. Hon var 1978–1984 ledamot av Bibliotekstjänsts granskningsnämnd, Kulturrådets nämnd för litteratur och bibliotek samt  styrelseledamot av Författarförbundets författarsektion Minerva från 1986 och var medarbetare i Nationalencyklopedin.
Tunander var dotter till civilingenjören Åke Esbjörnsson (1883–1974) och gymnastikdirektören Sigrid, född Andersén (1891–1985). Hon var 1946–1956 gift med ingenjören Tage Arbén (1915–2005) och från 1957 med Ingemar Tunander (1916–1997). Hon var i första giftet mor till bland andra Love Arbén och i det andra till Pontus Tunander. Tunander var syster till Margareta Hallerdt.